# Jean-Baptiste Gentil

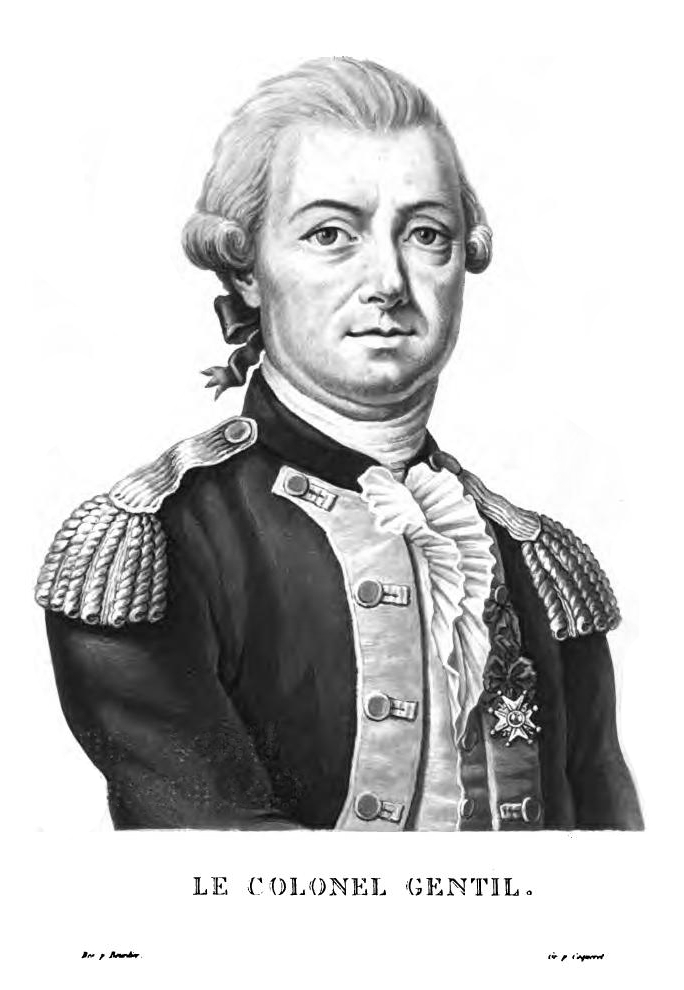
Jean-Baptiste Gentil

Jean-Baptiste Joseph Gentil (Bagnols-sur-Cèze, 25 juni 1726 - aldaar, 15 februari 1799) was een Frans militair en diplomaat, die 25 jaar van zijn leven in India doorbracht. Als oriëntalist bracht hij een grote collectie manuscripten en schilderijen uit India samen.

## Levensloop
In februari 1752 ging de 25-jarige Gentil scheep in Lorient met als bestemming India. Hij was onbemiddeld en wilde daar in dienst treden van de Compagnie des Indes. Hij kwam aan op 13 juli in Pondicherry en werd opgenomen in de infanterie van de markies de Bussy, de gouverneur-generaal van Pondicherry. Nadat de Compagnies des Indes in 1761 Pondicherry en Chandernagore had verloren aan de Britten, trad Gentil net als andere Franse officieren in dienst van inheemse vorsten.
Hij trad in dienst van Mir Qasim Ali Khan, nawab van Bengalen. Hij was eerder al bevriend met Gourghin Khan, de eerste minister van de nawab. Nadat Khan vermoord werd op bevel van de nawab, trad Gentil in dienst van Shuja-ud-Daula, nawad van Awadh. Hij werd adjutant van de nawad en ook de Franse zaakgelastigde aan het hof van Awadh. Hij leidde met de graad van kapitein een Frans leger van 600 man en ontving een riant jaarloon van 30.000 roepies. Na de smadelijke nederlaag van de verenigde Indische legers tegen de Britten in de Slag bij Buxar (1764), trad Gentil op als diplomaat. Na de dood van de prins stuurde zijn zoon Asaf-ud-Daula Gentil weg van het hof, onder druk van de Britten. Gentil verliet Faizabad in 1775 en vestigde zich met zijn gezin in Chandernagore. In 1777 zeilden zij terug naar Frankrijk.
Gentil had in India een grote collectie Perzische manuscripten en Indische schilderijen aangekocht. Hij weigerde een Brits bod van 120.000 roepies om zijn collectie te kopen en terug in Frankrijk schonk hij het grootste deel van zijn collectie aan de koninklijke bibliotheek. Hij werd beloond met de graad van kolonel, een jaarrente van 1.500 pond en kon zich vestigen in Versailles. In 1788 trad hij op als tolk voor de ambassadeurs van Tipu Sultan van Mysore, die het Franse hof bezochten.
Na de Franse Revolutie moest Gentil Versailles verlaten. Dankzij tussenkomst van de oriëntalist Louis Langlès bekwam hij een jaarrente van 600 frank. Hij vestigde zich in zijn geboorteplaats Bagnols. zijn broer Antoine-Tibaut was daar parochiepriester. Daar stierf hij op 73-jarige leeftijd.

### Gezin
Gentil huwde in India met Thérèse Velho, een vrouw van gemengd Portugees-Indische afkomst. Ze kregen twee dochters en een zoon. Hij reisde met zijn gezin en met zijn schoonmoeder en zijn zestienjarige schoonbroer naar Frankrijk. Zijn echtgenote overleed in 1778 in Bagnols, zijn schoonmoeder in 1806 in Versailles.

## Geschriften
Gentil schreef al in 1773, toen hij in Faizabad verbleef, een numismatisch werk over de lokale munten: Histoire des pièces de monnaie. Tijdens een audiëntie bij koning Lodewijk XVI in juni 1778 schonk Gentil hem een exemplaar van zijn boek Abrégé historique des souverains de l'Indoustan (1775), dat was opgeluisterd met schilderijen van Indische kunstenaars. Postuum verscheen in 1822 Mémoires sur l'Indoustan ou l'empire mongol, met aanvullingen door zijn zoon.